# Agricola (jogo de tabuleiro)

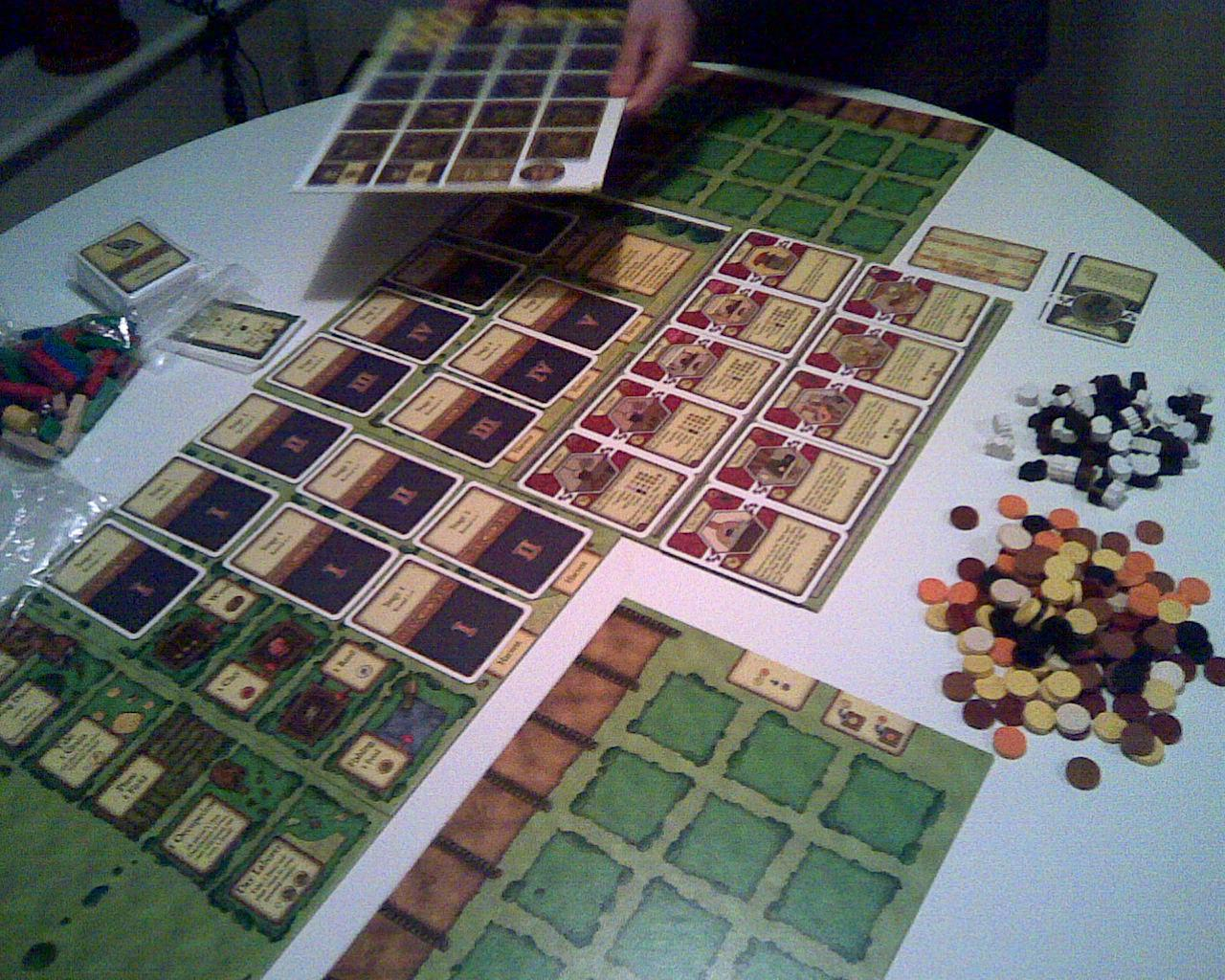
O jogo de tabuleiro Agricola montado.

Agricola é um jogo de tabuleiro criado por Uwe Rosenberg e publicado por Lookout Games e Z-Man Games. O objetivo do jogo é ter que administrar uma fazenda durante 14 rodadas cuidando de animais, criando pastos, aumentando a familia, etc.
O jogo foi lançado no Spiel 2007, quando foi eleito o segundo melhor jogo apresentado na convenção. O 
jogo foi lançado em inglês pela Z-Man Games em julho de 2008.
Agricola ganhou o prêmio Spiel des Jahres de "Melhor jogo complexo 2008" e o Deutscher Spiele Preis 2008.